# Suo jure

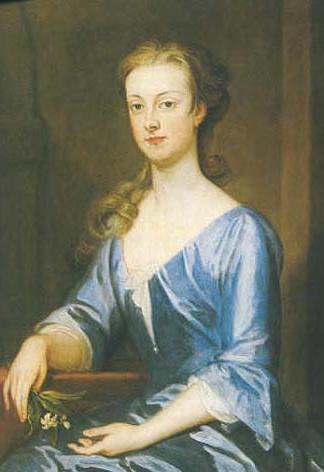
Henrietta Godolphin

Suo jure est une expression latine qui signifie « de son propre droit ». Il est généralement employé lorsqu'on parle d'une femme ayant hérité d'un titre « de son propre droit », c'est-à-dire de naissance. L'expression s'oppose à jure uxoris, qui s'emploie lorsqu'on parle d'un homme ayant obtenu ses titres en se mariant.

## Exemples
- Le duché de Bretagne est revenu à plusieurs femmes au cours de son histoire: Berthe de Bretagne, Constance de Bretagne (petite-fille de la précédente), Alix de Thouars (fille de la précédente et de son troisième mari Guy de Thouars), Anne de Bretagne et Claude de France (fille de la précédente), sans compter les prétendantes au trône ducal: Aliénor de Bretagne (fille de la duchesse Constance et de son premier mari Geoffroy Plantagenêt, aussi prétendante au trône d'Angleterre par son père contre Jean sans Terre, ce qui lui vaut d'être enfermée à vie), ainsi que Jeanne de Penthièvre (reconnue héritière du duché par Philippe VI (arrêt de Conflans), héritage également revendiqué par Jean de Montfort, ce qui déclenchera la guerre de succession de Bretagne, résultant en l'installation des descendants de Jean)
- Aliénor d'Aquitaine, duchesse d'Aquitaine
- La Grande Mademoiselle
- Henrietta Godolphin (1681-1733)
- Louise-Hippolyte (princesse de Monaco)
- Marie-Thérèse d'Autriche (1717-1780)
- Élisabeth Ire de Russie
- Joséphine de Leuchtenberg
- Alexandra Duff